# Forats del Queixigar
Els Forats del Queixigar són un avenc del terme municipal de Sant Esteve de la Sarga, al Pallars Jussà, dins de l'àmbit del poble d'Alsamora.
Estan situats a 1.320 m. alt., a la part occidental del Montsec d'Ares, a ponent del poble d'Alsamora, en el marge esquerre del barranc del Queixigar. És al sud-est de la Cova de la Colomera i al nord del Graller de les Comarques. Els Forats són en una cinglera que es dreça en el lloc on el barranc fa un tancat revolt quasi en angle recte.
Oberts en terres calcàries, el Forat núm. 1 té una boca petita, rere la qual hi ha una sala ovalada d'uns 9 per 6 metres, que acaba en una galeria descendent cega. El núm. 2, amb una entrada més grossa, té una cambra que assoleix amplades entre els 4 i els 10 metres.